# 阿夸斯科 (馬里蘭州)
阿夸斯科（英語：Aquasco）是位於美國馬里蘭州佐治王子縣的一個普查規定居民點。

## 人口
根據2020年美國人口普查的數據，阿夸斯科的面積為57.27平方千米，當中陸地面積為51.23平方千米，而水域面積為6.04平方千米。當地共有人口913人，而人口密度為每平方千米15.94人。